# Pirmin Fleck
Pirmin Fleck, geboren als August Fleck, (* 3. Juni 1897 in Grombach; † 20. Februar 1957 in München) war ein deutscher Benediktiner-Missionar in Afrika.

## Leben
Er war der Sohn eines Sattlers und verbrachte seine Kindheit in Grombach. Ab 1910 besuchte er das Gymnasium im Mainkloster St. Ludwig, später wechselte er nach St. Ottilien und nach Dillingen. Ab 1916 nahm er als Gefreiter am Ersten Weltkrieg teil, wo er 1917 an der Serethfront in Rumänien durch einen Knieschuss schwer verwundet wurde. 1920 trat er in das Kloster in Dillingen ein, wo er am 13. April 1921 den Profess erhielt. Am 19. Juli 1925 wurde er von Maximilian von Lingg zum Priester geweiht. Im September 1926 wurde er als Kaplan ins Peramiho-Gebiet im Tanganyika Territory (Ostafrika) entsandt, wo er 1927 bei einem Angriff durch einen Löwen schwer verwundet wurde. Von 1929 bis 1942 baute er die Missionsstation Mpitimbi auf, musste diese dann jedoch wegen der geänderten geopolitischen Lage wegen des ausgebrochenen Zweiten Weltkriegs verlassen und kam zur Missionsstation Mahanje. Von 1951 bis zum Herbst 1952 war er zurück in Deutschland, danach leitete er die Missionsstation Ligera, die der ebenfalls aus Grombach stammende Benediktiner Bonaventura Breunig aufgebaut hatte. Im Januar 1957 kehrte er aus gesundheitlichen Gründen nach Deutschland zurück und starb wenig später in einem Krankenhaus in München. Er wurde in der Erzabtei St. Ottilien bei München beigesetzt. Seine Schwester Pirmina Fleck war ebenfalls als Missionarin in Afrika tätig, die Geschwister haben sich jedoch nach ihrem Aufbruch aus Deutschland nie mehr gesehen.